# AAA National Circuit Championship 1905

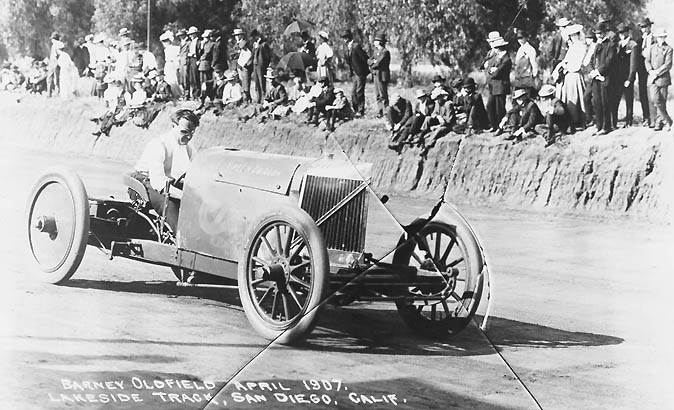
AAA National Circuit Championship 1905

AAA National Circuit Championship 1905 var ett race som kördes över 11 omgångar, och är den första kända organiserade racingserien i världen.

## Delsegrare
| Datum        | Bana           | Vinnare         |
| ------------ | -------------- | --------------- |
| 10 juni      | Morris Park    | Louis Chevrolet |
| 17 juni      | Hartford       | Barney Oldfield |
| 26 juni      | Empire City    | Louis Chevrolet |
| 29 juni      | Brunots Island | Louis Chevrolet |
| 4 juli       | Morris Park    | Webb Jay        |
| 14 augusti   | Glenville      | Charles Burman  |
| 19 augusti   | Buffalo        | Barney Oldfield |
| 9 september  | Readville      | Barney Oldfield |
| 18 september | Syracuse       | Guy Waughn      |
| 23 september | Providence     | Barney Oldfield |
| 29 september | Poughkeepsie   | Barney Oldfield |

## Slutställning
| Plats | Förare          | Poäng |
| ----- | --------------- | ----- |
| 1     | Barney Oldfield | 22    |
| 2     | Louis Chevrolet | 16    |
| 3     | Webb Jay        | 7     |
| 4     | Dan Wurgis      | 6     |
| 5     | Guy Waughn      | 5     |
| 6     | Charles Burman  | 4     |